# Энтин, Даниэл
Даниэл Энтин (англ. Daniel Entin; 27 апреля 1927 года, Нью-Йорк, США — 18 января 2017 года, там же) — американский музейный работник, деятельный участник рериховского движения. Почётный директор Музея Николая Рериха (Нью-Йорк, США). Лауреат Международной премии имени Николая Рериха (2004).

## Биография
Родился в Бруклине в семье еврейских эмигрантов из России (ныне Украина) Абрама Самуиловича Энтина (1885—1961) и Етты Энтин (в девичестве Слободиной, 1896—1984), приехавших в Америку в начале XX века. Окончив университет, работал фотографом в коммерческих организациях и журналах. Увлекался современным искусством. В начале 1970-х годов стал сотрудничать с Музеем Николая Рериха в Нью-Йорке, вошёл в члены Совета. С 1983 по 2016 год занимал должность исполнительного директора этого  музея, продолжал традиции основателей. В то же время, чтобы сделать коллекцию более представительной и полной, применял новаторские методы.
Автор статей на рериховскую тематику. Неоднократно посещал Россию, участвовал в международных конференциях, выступал консультантом книг, фильмов, являлся членом редакционных советов журналов: «Вестник Ариаварты», «Дельфис». Активно содействовал публикации материалов рериховского философского, литературного и эпистолярного наследия.
В 2004 году награжден Международной премией имени Николая Рериха «за вклад в сохранение рериховского наследия и преемственности рериховских музейных традиций в Соединённых Штатах Америки».

## Краткая библиография
- Энтин Д. Вступительное слово // Н. К. Рерих. Письма в Америку (1923—1947). — М.: Сфера, 1998.
- Даниил Энтин: «Подлинная иерархия — это иерархия качества». Беседу вел Владимир Росов // Вестник Ариаварты. — 2003. — № 1-2. С. 5-18.
- Энтин Д. Вступительное слово // Зинаида Фосдик. Воспоминания о Рерихах. — М.: Эксмо, 2013.
- Энтин Д. Вступительное слово // Румянцева О. В. Щедрый дар. — М.: Государственный Музей Востока, 2014.

## В СМИ
- Росов Владимир Даниил Энтин: поддерживать живой огонь. Беседа с директором Музея Николая Рериха // Вестник Ариаварты. — 2002. — № 2. — С. 3-14.
- Даниил Энтин: «Вольны быть там, где пожелают» // Прибалтийское искусство. — 2013. — 12 июля.
- Анненко Алексей Из беседы с директором нью-йоркского Музея Николая Рериха Даниэлем Энтиным // Сайт «Мир культуры».
- Daniel Entin Obituary // The New York Times on Jan. 22, 2017.
- Попов Д. Н. Единящийся с Вечностью (Даниил Энтин, как я его знал) // Дельфис. — 2017. — № 2.
- Интерес американцев к творчеству Николая Рериха неизменно растет // ТАСС — 2014. — 29 октября.
- Сулькин Олег От Манхэттена до Шамбалы — рукой подать // Голос Америки. — 2014. — 27 января.
- A Private Upper West Side Museum Salutes a (Forgotten) Russian Superstar. By John Strausbaugh // Observer. — 2014. — 11 декабря.